# Parker (Waszyngton)
Parker – jednostka osadnicza w Stanach Zjednoczonych, w stanie Waszyngton, w hrabstwie Yakima.